# Heretic (album de Morbid Angel)
Pour les articles homonymes, voir Heretic (homonymie).
Albums de Morbid Angel
Gateways to Annihilation
(2000) Illud Divinum Insanus
(2011)
Heretic est le septième album studio du groupe de death metal américain Morbid Angel. L'album est sorti le 22 septembre 2003 sous le label Earache Records.
Le titre Enshrined By Grace fait partie de la bande son du film Massacre à la tronçonneuse.
L'album a atteint la 27e position au Top Heatseekers ainsi que la 28e place au classement Top Independent Albums. Mais Heretic ne sera pas un succès critique, une grande majorité des fans le considère comme l'album le plus faible du groupe[réf. nécessaire].

## Musiciens
- Steve Tucker - chant, basse
- Trey Azagthoth - guitare, claviers, chant
- Pete Sandoval - batterie

## Liste des morceaux
1. Cleansed in Pestilence (Blade of Elohim) – 4:35
2. Enshrined by Grace – 4:27
3. Beneath the Hollow – 4:20
4. Curse the Flesh – 3:35
5. Praise the Strength – 5:16
6. Stricken Arise – 4:10
7. Place of Many Deaths – 4:13
8. Abyssous – 1:30
9. God of Our Own Divinity – 6:21
10. Within thy Enemy – 3:17
11. Memories of the Past – 3:18
12. Victorious March of Reign the Conqueror – 2:37
13. Drum Check – 2:51
14. Born Again – 2:35